# Chūzan

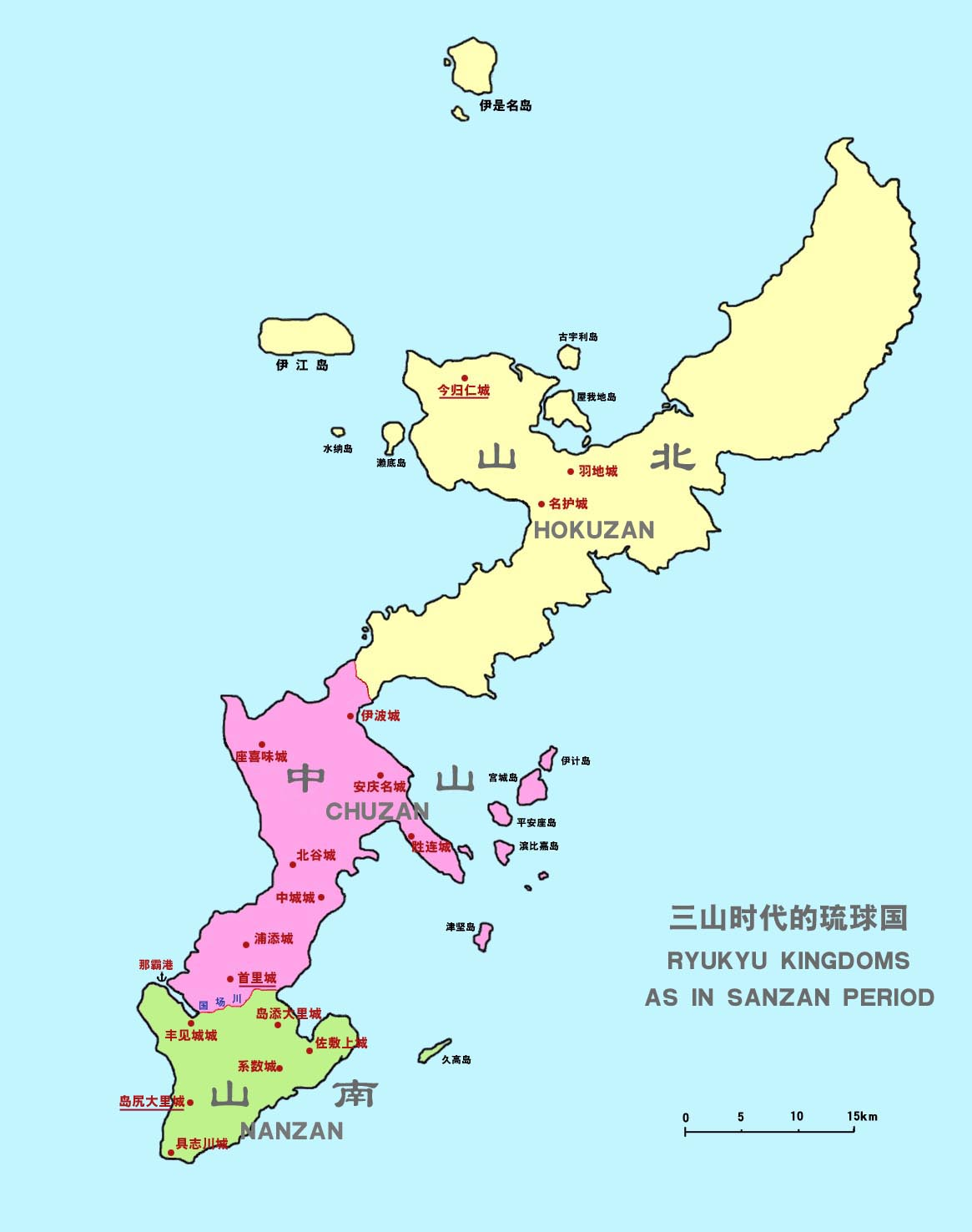
Chūzan im Zentrum von Okinawa während der Sanzan-Zeit.

Chūzan (japanisch 中山 ‚Zentraler Berg‘) war eines der drei Königreiche, welche die Insel Okinawa während der Sanzan-Zeit im 14. und frühen 15. Jahrhundert kontrollierten. Die Insel war in zahllose Stammesfürstentümer und Kleinkönigreiche aufgeteilt, aus denen sich in den Jahren ab 1314 drei zentrale Königreiche herausbildeten. Diese waren neben Chūzan die Reiche Nanzan und Hokuzan. Chūzan konnte im Jahr 1416 die Kontrolle über Hokuzan und 1429 über Nanzan erringen und einigte so die Insel. Im selben Jahr gründete König Shō Hashi von Chūzan das Königreich Ryūkyū.

## Geschichte
Vor der Gründung Chūzans unterstellten die Herrscher auf Okinawa sich lose einem obersten Fürsten von Okinawa. Nach dem Tod des Fürsten Eiji im Jahr 1313 übernahm dessen Sohn Tamagusuku das Amt. Tamagusuku schaffte es jedoch nicht, alle Fürsten dazu zu bringen ihn als legitimen Herrscher anzusehen, sodass es fast unmittelbar zu Rebellionen gegen ihn kam. Daher rief er im Jahr 1314 von seiner künftigen Hauptstadt Urasoe aus das Königreich Chūzan aus. Mehrere Fürsten flohen mit ihrem Gefolge in den Norden und Süden der Insel und brachten die dortigen Gebiete unter ihre Kontrolle. So bildete sich im Jahr 1322 das Königreich Hokuzan im Norden und 1337 schließlich das Königreich Nanzan im Süden der Insel. Zwar war die Insel nun in drei Königreiche geteilt, jedoch gelang es den Herrschern der drei Reiche, sich als unumstrittene Könige gegen die anderen Stammesfürsten durchzusetzen, sodass Okinawa zum ersten Mal mehr oder weniger Zentral geeint war.
Tamagusuku starb im Jahr 1336, also noch vor der Gründung von Nanzan und wurde von seinem damals zehnjährigen Sohn Seii beerbt. Dessen Mutter übernahm vorerst für ihren Sohn die Regentschaft, stellte sich jedoch als schlechte Verwalterin dar und verärgerte viele potentielle Unterstützer ihres Sohnes. Auch nachdem Seii selbst die Regierungsgeschäfte übernommen hatte, konnte er die Macht nicht für sich zurückgewinnen. Er wurde irgendwann zwischen 1349 und 1355 vom Herren der Stadt Urasoe, Satto, entmachtet und umgebracht. Unter der Herrschaft von König Satto wurde der Hafen von Nāfa, welcher schon vorher bedeutend für den immer mehr zunehmenden Seehandel in der Region war, weiter ausgebaut, wodurch sich das Königreich einen großen Vorteil gegenüber Nanzan und Hokuzan erwirtschaften konnte. Durch die wachsende Bedeutung Chūzans für den Handel schaffte Satto es, dass sein Königreich 1372 als erstes in das Tributsystem der chinesischen Ming-Dynastie aufgenommen wurde, was einen offiziellen Handel mit dem Kaiserreich erlaubte. Zwar wurden Nanzan und Hokuzan später ebenfalls in das System aufgenommen, jedoch konnten sie nur 19 beziehungsweise neun Missionen nach China schicken während Chūzan im gleichen Zeitraum 52 Gesandtschaften zum Handeln in das Kaiserreich schickte.
Über die folgenden Jahre wurde der Kontakt mit China immer weiter ausgebaut. Einwohner Chūzans wurden zum Studieren nach China geschickt und chinesische Lehrer und Händler kamen in das Reich. Für diese wurde der Bezirk Kumemura in Nāfa gegründet. Aus diesem entwickelte sich bald das kulturelle Zentrum des Königreichs.
Im Jahr 1406 erreichte Sattos Nachfolger Bunei eine besondere Ehre. Nach dem Tod des chinesischen Kaisers Hongwu im Jahr 1398 schickten alle drei Königreiche Botschafter nach Nanjing die für ihren jeweiligen Herrscher darum baten, offiziell als König anerkannt zu werden. Hongwu hatte dies bisher verweigert, da es für ihn nur einen Herrscher über Okinawa gab. Die Anfrage wurde erst 1406 beantwortet, als eine chinesische Gesandtschaft nach Chūzan kam und Bunei offiziell aus König anerkannte. Zwar wurde der König von Nanzan im Jahr 1415 ebenfalls offiziell anerkannt, allerdings konnte er aufgrund des baldigen Endes seines Reiches hieraus keinen Profit mehr schlagen.
Zwar war die Herrschaft Buneis von Erfolg gekrönt, jedoch konnte er die Fürsten seines Landes nicht effektiv unter Kontrolle halten. So kam es im Jahr 1407 zur Rebellion des Fürsten Hashi, der Bunei entmachtete und tötete und seinen Vater Shishō auf dem Thron installierte. Im Jahr 1416 nutzte Hashi innere Streitigkeiten im Reich Hokuzan, um es zu erobern und seinem Reich einzuverleiben. Nach dem Tod seines Vaters im Jahr 1421 bestieg er selbst den Thron und setzte seinen Bruder als machtlosen Statthalter in Hokuzan ein. In den folgenden Jahren erhielten er und seine Familie von den Ming den offiziellen dynastischen Namen Shang (尚, Shō in Japanisch und Ryūkyūisch) der anschließend vor dem Namen der jeweiligen Herrscher getragen wurde. Im Jahr 1429 schließlich nutzte Shō Hashi Thronstreitigkeiten im Königreich Nanzan, um es zu besetzen und seinem Reich einzuverleiben. Nachdem er Okinawa so geeint hatte, rief er im selben Jahr das Königreich Ryūkyū aus.